# K-Citymarket
K-Citymarket är en finsk stormarknadskedja som ägs av Kesko. Kedjan har ett 80-tal butiker i Finland. Den första K-Citymarket-butiken öppnades i Lahtis år 1971. Storleken på butikerna är mellan 7 000 m² till 10 000 m². På alla K-Citymarket-butiker ansvarar en K-köpman för livsmedelsförsäljningen och Kesko för konsumentvarusidan.